# Marek Edelman
Marek Edelman (Varsavia, 1º gennaio 1919 – Varsavia, 2 ottobre 2009) è stato un attivista e politico polacco di origine ebraica, superstite dell'Olocausto.

## Biografia

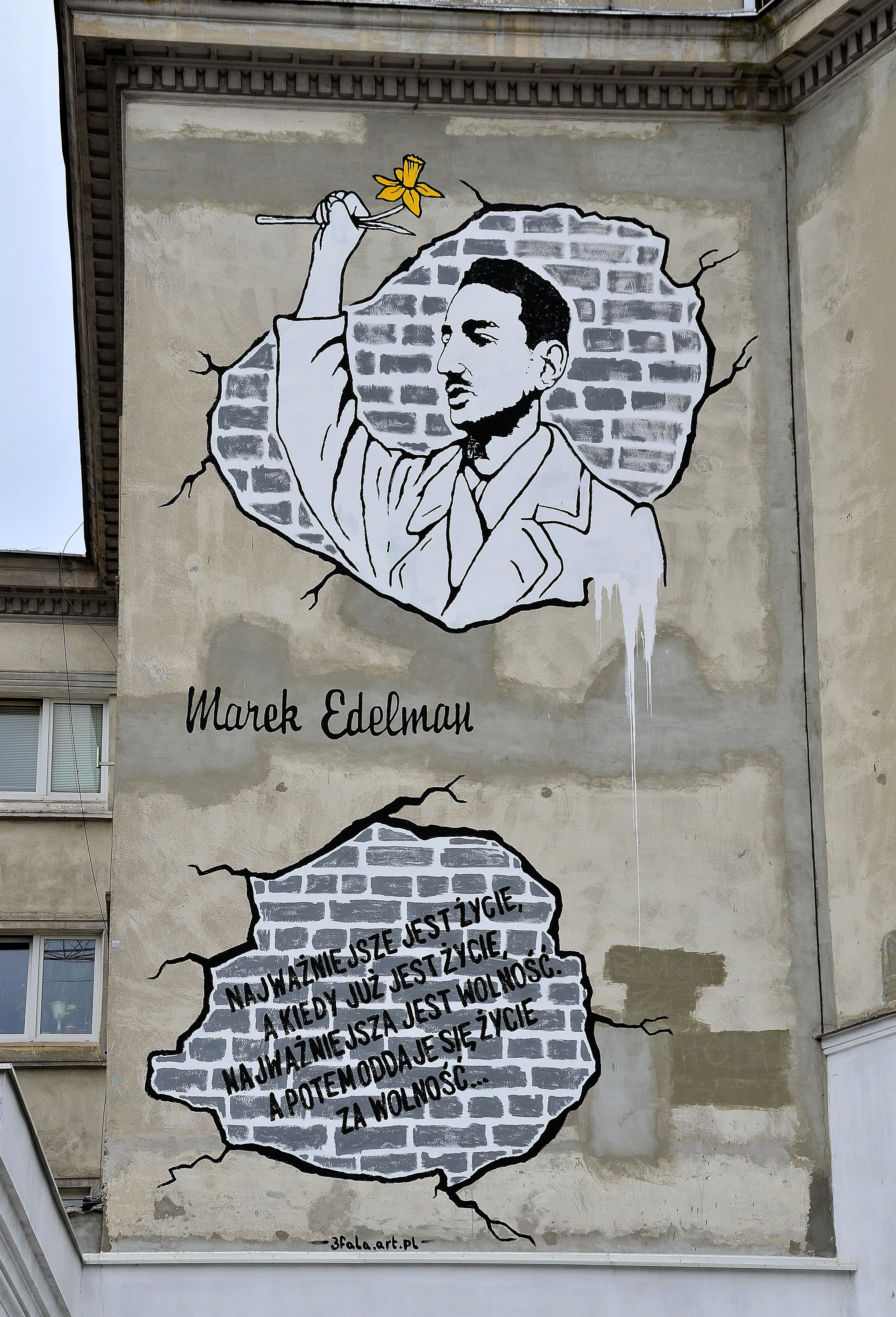
Mural a Varsavia

Rimasto orfano a 14 anni, militò giovanissimo nelle formazioni affiliate al Bund (Unione Generale dei Lavoratori Ebrei). Con l'occupazione tedesca della Polonia, fra tutti i partiti politici del ghetto di Varsavia nacque l'Organizzazione Ebraica di Combattimento, e Edelman ne fu nominato comandante in seconda. 
Fu uno dei promotori e degli organizzatori (dopo la morte di Mordechaj Anielewicz) della rivolta del ghetto (1943). Fu l'unico comandante che sopravvisse alla guerra.
Dal 1946 visse a Łódź (Polonia centrale), dove esercitò la professione di medico cardiologo. Sulle vicende di cui fu protagonista ha lasciato vari libri di memorie: Il ghetto di Varsavia: memoria e storia dell'insurrezione (1985 e 1993, con la ristampa: Arrivare prima del Signore Iddio: conversazione con Marek Edelman, 2010); Il guardiano (1998);  e C'era l'amore nel ghetto (2009).
Gli è stata dedicata la versione 8.5 estesa della distribuzione Linux Antix Mepis.
Dal 2010 è ricordato come Giusto al Giardino dei Giusti di Milano.

## Posizioni politiche
Espresse in molteplici occasioni forti condanne nei confronti dello Stato di Israele, schierandosi a più riprese a difesa dei Palestinesi.
Tra le sue dichiarazioni:  "Abbiamo combattuto per la nostra vita. Ci muoveva una determinazione disperata, ma le nostre armi mai sono state dirette contro civili inermi. Abbiamo lottato per la sopravvivenza della comunità ebraica, non per un territorio né per un'identità nazionale. Per me, non esistono un Popolo Eletto né una Terra Promessa. "
Non volle mai trasferirsi in Israele.